# Insider (TV-serie)
Insider är en svensk-dansk-finländsk-isländsk thrillerserie i fem delar från 1999 i regi av Anders Engström. I rollerna ses bland andra Gunilla Johansson, Frej Lindqvist och Tommy Englund.

## Handling
Del 1
Forskaren Anna Rosenberg har uppfunnit en bilmotor utan avgaser. Någon försöker stjäla ritningarna och en säkerhetsvakt mördas. Anna, hennes familj och arbetskamrater blir hotade till livet.
Del 2
Anna Rosenberg flyger tillsammans med sin far Georg till Frankfurt för att ta reda på varför tyskarna inte vill underteckna kontraktet. Samtidigt dras Anna med en alltmer ansträngd familjesituation. Hennes son Martin försöker bearbeta den suddiga bilden på mördaren i datorn, men någon övervakar honom.
Del 3
Anna Rosenbergs man har blivit skjuten, hennes styvson vill inte tala med henne, företaget Nanotech är på väg i konkurs och bilden på gärningsmannen har stulits. Samtidigt misstänker Anna att någon inom företaget, en insider, läcker information.
Del 4
Pekka Arvas har blivit skjuten, men är det han som är insidern? Flera saker uppdagas som visar att saker och ting inte är som de verkar.
Del 5
Anna har blivit kidnappad av Stockman, Erik har hamnat i koma efter skottskadan och Nanotech är på väg i konkurs. Det ryska företaget Odax är beredda att gå ännu längre för att få det de vill ha. En slutuppgörelse närmar sig.

## Rollista
- Gunilla Johansson – Anna Rosenberg
- Frej Lindqvist – Georg Lundin
- Tommy Englund – Martin Rosenberg
- Anders Ekborg – Erik Rosenberg
- Svante Martin – Henrik Stockman
- Viveka Seldahl – Johanna Frank
- Jacob Nordenson – Claes Thelander
- Kelly Tainton – Walton Berg
- Jarmo Mäkinen – Pekka Arvas
- Susanne Barklund – doktor
- Rikard Bergqvist – rättsläkare
- Henrik Dahl – Anders Olin
- Fredrik Dolk – Oskar Klum
- Peter Engman – Leo Andersson
- Christian Fiedler – Markus Schaffenberg
- Ralph Fleischer – vakt på EMG
- Anna Godenius – Suzanne Wranghult
- Aida Gordon – polis ledningscentral
- Jan Holmquist – Axel Wiktorin
- Jens Hultén – vakt på Nanotech
- Donald Högberg – doktor
- Hasse Jonsson – vakt på teststation
- Peter Kneip – Karl Hoffman
- Joakim Lindblad – vakt på EMG
- Rolf Lydahl – säkerhetsman
- Mikk Mikiver – Leonid Ragulin
- Kåre Mölder – polisbefäl
- Peter Nystedt – Göran Nilsson
- Mikael Rahm – helikopterpilot
- Ola Sanderfelt – vakt på Nanotech
- Johanna Sällström – Marianne
- Lars Söderman – gruppchef piketstyrka

## Om serien
Insider producerades av Stefan Baron och Maria Nordenberg för Sveriges Television AB, Danmarks Radio, Finlandssvenska Televisionen och Ríkisútvarpið-Sjónvarpid (RÚV). Manus skrevs av Thomas Borgström och Lars Bill Lundholm och serien fotades av Stefan Kullänger. Klippare var Jan-Olof Svarvar, kompositör Tapani Rinne och scenograf Henny Noremark-Haskel. Den visades i fem sextiominutersavsnitt i SVT2 mellan den 15 januari och 12 februari 1999. Dialogen var på svenska och tyska.